# Les Légions Noires
Les Légions Noires is een verzamelnaam voor een groepering blackmetalartiesten die voornamelijk tussen 1992-1997 actief waren in de Franse blackmetalscene. De 'Black Legions', zoals zij ook wel genoemd worden, bestaan uit een tiental bands die extreem rauwe, duistere en experimentele black metal muziek produceerden. De kern van de Black Legions vormen de bands Mütiilation, Belketre, Vlad Tepes, Torgeist en Brenoritvrezorkre. Daarnaast hebben zij nog diverse side-projects die tot de Black Legions gerekend worden.
Tegenwoordig hebben de Black Legions een cultstatus in de black metal bereikt. Vooral de extreem gelimiteerde kwantiteit waarin de Black Legions hun muziek uitbrachten en hun elitaire 'underground' houding heeft hieraan bijgedragen. In totaal zijn er zo'n 300 Black Legions producties bekend, maar het is waarschijnlijk dat er nog meer producties zijn geweest.

## Lijst van Black Legions bands
- Aäkon Këëtrëh
- Amaka Hahina
- Belathuzur (Satanicum Tenebrae)
- Belketre
- Black Murder
- Boreb
- Brenoritvrezorkre
- Chambre Noir
- Chapel of Ghouls (pre-Zelda)
- Dzlvarv
- Moëvöt
- Mogoutre (Mogovtre)
- Mütiilation
- Satanicum Tenebrae
- Seviss
- Susvourtre
- Torgeist
- Vagézaryavtre (pre-Brenoritvrezorkre)
- Vérmyapre Kommando
- Vzaeurvbtre
- Vlad Tepes
- Zelda (pre-Belketre)

## Lijst van bands gerelateerd aan de Black Legions
- Cantus Bestiae
- Celestia
- Genocide Kommando
- Gestapo 666
- Hell Militia
- Hellraper
- Malicious Secrets
- Mortifera
- Northern Moonfrost
- Peste Noire
- Sick
- Vermeth